# الیزابت مارگونی
الیزابت مارگونی (فرانسوی: Élisabeth Margoni‎؛ زادهٔ ۱۶ ژانویهٔ ۱۹۴۵) بازیگر اهل فرانسه است.
از فیلم‌ها یا برنامه‌های تلویزیونی که وی در آنها نقش داشته‌است می‌توان به در واقع عشق، دو سه چیزی که از او می‌دانم، معجون زمان ۲، حرفه‌ای، سوارکار روی بام، مادام رزا، کمیسر لسکو و جوان خام اشاره کرد.